# 6775 Джіорджіні
6775 Джіорджіні (6775 Giorgini) — астероїд головного поясу, відкритий 5 квітня 1989 року.
Тіссеранів параметр щодо Юпітера — 3,314.